# Hala Barnowska
Hala Barnowska  lub Hala Średnia – polana w Beskidzie Sądeckim, w środkowej części Pasma Jaworzyny.  Znajduje się na głównej grani Pasma Jaworzyny, pomiędzy  Wierchem nad Kamieniem (1084 m) a Halą Pisaną (1044 m). Halami nazywano dawniej polany, które użytkowane były pastersko, lecz nie były koszone. Nazwa tej hali pochodzi od miejscowości Barnowiec. Położona jest na wysokości ok. 1066 m n.p.m. Jest to podłużna polana na płaskim niemal grzbiecie, wzdłuż czerwonego szlaku turystycznego wiodącego grzbietem Pasma Jaworzyny. Jak inne polany beskidzkie była dawniej intensywnie użytkowana. Po II wojnie światowej została włączona do lasów państwowych. Obowiązywała dyrektywa o zalesianiu polan. Hali Barnowskiej udało się jednak uniknąć zalesienia dzięki leśniczemu z Nawojowej (1957-1990), który musiał się z tego corocznie tłumaczyć swoim zwierzchnikom. Dzisiaj coraz bardziej rozpowszechnia się już świadomość, że polany spełniają bardzo korzystną rolę przyrodniczą i turystyczną. Jednak nawet bez świadomego zalesiania niewypasane i niekoszone polany ulegają naturalnej sukcesji ekologicznej, ostatecznym efektem której jest las. Początkowym etapem tej sukcesji jest zarastanie polan borówczyskami. Obecnie  Barnowską Halę pokrywają wielkie łany wybujałych borówczysk.
Z Barnowskiej Hali rozciąga się widok głównie na północną i zachodnią stronę. Szczególnie dobrze widać stąd Sokołowską Górę, Ostrą i Wielkiego Gronia z jego użytkowaną do tej pory polaną Pałyga.

## Szlaki turystyki pieszej
– znakowany czerwono Główny Szlak Beskidzki na odcinku pomiędzy Rytrem a Jaworzyną Krynicką